# Minuartia lineata
Minuartia lineata är en nejlikväxtart. Minuartia lineata ingår i släktet nörlar, och familjen nejlikväxter.

## Underarter
Arten delas in i följande underarter:
- M. l. foliosa
- M. l. lineata
- M. l. litwinowii